# I sotterranei
I sotterranei (The Subterraneans) è un romanzo dello scrittore statunitense Jack Kerouac che venne pubblicato nel 1958 a New York.
(Jack Kerouac, I sotterranei, Feltrinelli, Milano 1992)

## Storia
I Sotterranei venne ambientato fittiziamente a San Francisco, in realtà la storia è stata vissuta al Greenwich Village di New York.

Jack Kerouac nell'agosto del 1953, di ritorno da un impiego di tre mesi, come marinaio su un mercantile che andava a Panama, si trovava a New York, più confuso, disperato e incerto su quello che voleva fare. Frequentando l'appartamento di Gingsberg, nell'East Village, Kerouac incontrò Alene Lee, una bellissima afro americana, che frequentava i sotterranei del Village. La donna non diede molta importanza a Kerouac che le dava l'impressione di essere un uomo triste e solo. Andarono assieme ad Allen e Lucien ad una festa, fumando marijuana e ascoltando Stan Kenton ma poi ognuno tornò a casa per proprio conto.

Allen che si era accorto dell'amore a prima vista di Jack per Alene, li invitò a cena entrambi e alla fine Jack accompagnò Alene a casa di lei, in Paradise Alley, sul Lower East Side e passarono la serata e la notte.

Kerouac era fin troppo attaccato alla madre e non era pronto per una relazione duratura, con altri che non fosse la sua brava Mémêre (mammina), come la chiamava lui. Dopo una notte passata con lei, al mattino correva subito a casa a far colazione con Mémêre. La madre di Jack non era possessiva e sarebbe stata felice di sapere che il proprio figlio aveva una donna ma Jack si guardava bene dal raccontarle la benché minima avventura.

Dopo due mesi, Gregory Corso, appena uscito di galera, era finito a letto con Alene, e lo raccontò a Jack che si mise a piangere e questo amore finì miseramente ma fu soggetto del libro I sotterranei.

(Jack Kerouac al suo editore)

## Trama
La storia, che si svolge sullo sfondo di una San Francisco nascosta, notturna, ricca di hipsters focosi e frenetici dediti all'alcol, alle droghe e al sesso libero, appassionati di Jazz e di vita alternativa, narra il rapporto d'amore folle tra lo scrittore Leo Percepied (Jack Kerouac) e Mardou Fox (Alene Lee), ragazza afro-americana e tossicodipendente, tra rifiuto ed attrazione trascendente.
La relazione, che viene sprecata perché posposta al desiderio di libertà, di indipendenza e soprattutto dal senso di irresponsabilità, termina in modo sommesso senza scosse e drammi così come era iniziato e si rivela un altro fallimento nella vita del protagonista.
Si tratta di un percorso nelle vie di Frisco che fu ai tempi della Beat Generation con tanto di riferimenti ai compagni dello scrittore come Allen Ginsberg (Adam Moorad), Gregory Corso (Yuri Gligoric), Lawrence Ferlinghetti (Larry O'Hara) e William Burroughs (Frank Carmody), di animate riflessioni sulla vita e sull'amore trascritte attraverso il "linguaggio della corrente del fiume dei suoni, parole, buio, che portano al futuro..." che sarà poi la famosa prosodia bop tipica dello scrittore statunitense.
Henry Miller, che definiva Kerouac "uno spontaneo prosodista bop", scrisse in proposito, nella prefazione al libro: "Jack Kerouac ha violentato a tal punto la nostra immacolata prosa che non potrà più rifarsi una verginità." Intendendo con ciò complimentarsi per la sapiente capacità di manipolare le parole che possedeva Kerouac.
Il libro in Italia fu processato per oscenità alla sua prima apparizione sulla collana "Comete" edita da Feltrinelli, per poi esserne assolto per la "bellezza lirica di alcune sue immagini...". Oggi il libro è alla sua venticinquesima ristampa italiana.

Il suo titolo è un omaggio all'amico poeta Allen Ginsberg che coniò il termine per indicare il popolo hippie.

## L'opera
Capolavoro indiscusso della prosodia bop, I sotterranei è un continuo flusso mentale ragionato, il cui punto chiave è sganciarsi dalla ragione. Kerouac si rifà, per sua stessa dichiarazione, anche nel testo, alla scrittura automatica dei surrealisti, a Yeats, alle teorie di Freud e Reich, ma anche, si può aggiungere, alla musica be bop dei neri del Jazz e al buddhismo Zen cui la Beat Generation si era molto avvicinata.
In linea con la leggenda e con le pratiche di raggiungimento dell'estasi tipiche dei beatniks, il romanzo, sia per confessione dell'autore che per alcuni elementi rintracciabili nel testo, è stato scritto in tre notti di luna piena ottobrina, subito dopo la separazione da Alene e sotto l'effetto della benzedrina.

Il discorso narrativo del protagonista è un eccellente esempio dell'attuazione di quella "prosa spontanea" che l'autore sosteneva così calorosamente nel 1958 sulla rivista "Evergreen Review" 
 e che diventerà, con il "Tridecalogo" successivo, quello che la generazione beat considererà il suo manifesto, non solo ideologico ma anche letterario.

Gli amici di Kerouac, dopo aver letto I sotterranei chiesero a Kerouac di descrivere il nuovo metodi di componimento e Jack disse che si basava tutto sul jazz e il bop, nel senso che un sax tenore prende il respiro e soffia un fraseggio dentro al suo sassofono, finché resta senza fiato e a quel punto la sua frase è completata e dato che non capivano Kerouac scrisse Essential of spontaneous prose.
Innovativo ed entusiasmante elemento dello scrivere del Gran Ricordatore (come lo chiamavano gli amici per la capacità di ricordare i dettagli e di segnare le cose più importanti su un taccuino) è modellare completamente le situazioni dando il via ad un flusso di coscienza, che Kerouac descrive nelle regole de "The essentials of Spontaneuos Prose", capace di spaziare su ogni argomento, sensazione, immagine, sentimento e poi riunire tutto in splendide ed indimenticabili descrizioni nevrotiche, commoventi, febbricitanti, a tratti deliranti o angeliche e malinconicamente dolci. Descrizioni che possono sembrare delle accolte, ma che, invece, si dimostrano i vari riflessi di una mente senza schemi imposti, proprio così come volevano vivere i beatniks. Ed è per questo che Kerouac è ricordato come il loro padre morale.

## Versione cinematografica
Nel 1960 fu prodotto da Arthur Freed, con la regia di Ranald MacDougall, un omonimo adattamento cinematografico del romanzo, in cui il personaggio di Mardou Fox, anziché essere una tossicodipendente afro-americana, è rappresentata come una giovane ragazza di origine francese (interpretata da Leslie Caron), per meglio rispecchiare la società e i gusti "hollywoodiani". Deriso e aspramente criticato da Allen Ginsberg per le piatte caratterizzazioni dei personaggi, il film rappresenta il tentativo dell'industria cinematografica di sfruttare la emergente popolarità della cultura beat.
In Italia il film è stato distribuito con il titolo La nostra vita comincia di notte.

## Edizioni italiane
- Jack Kerouac, I sotterranei, traduzione di anonimo, prefazione di Henry Miller, introduzione di Fernanda Pivano, collana Le comete n. 11, Feltrinelli, Milano, 1960,  p. 206.
- Jack Kerouac, I sotterranei, traduzione di anonimo, prefazione di Henry Miller, introduzione di Fernanda Pivano, collana Universale Economica n. 511, Feltrinelli, Milano, 1965,  p. 162, ISBN 88-07-80511-1.
- Jack Kerouac, I sotterranei, traduzione di Nicoletta Vallorani, postfazione di Fernanda Pivano, collana Oscar scrittori moderni, Mondadori, Milano, 2012,  p. 173, ISBN 978-88-04-61541-5.
- Ann Charters, Vita di Kerouac, traduzione di Giuseppe Strazzeri, Mondadori, 2003,  p. 395, ISBN 978-88-04-51359-9.